# Sayadaw U Pandita
Sayadaw U pandita, né le 29 juillet 1921 à Insein (Région de Yangon, Birmanie britannique) et mort le 16 avril 2016, est l'un des maîtres du bouddhisme theravāda birman.

## Biographie
Sayadaw U Pandita est né en Birmanie le 29 juillet 1921 et est ordonné moine à l'âge de sept ans. Il suit la voie enseignée par Mahasi Sayadaw. À partir de 1951, il se rend dans de nombreux pays d'Asie, en Europe et aux États-Unis pour y enseigner la méditation vipassana. 
C'était moine attaché à un monastère de Rangoon.

## Enseignement
Dans la lignée de Ledi Sayadaw et Mahasi Sayadaw, Sayadaw U Pandita se réfère à la littérature theravadin et donc essentiellement au Tipitaka. 
Sayadaw U Pandita décrit comment le yogi pratiquant vipassana (« vision pénétrante ») atteint successivement les quatre vipassana jhanas, rencontrant de plus en plus de tranquillité en méditant, jusqu'à ce que survienne le stade de bhanga ānupassanā, « dissolution ». Le yogi cheminera alors vers le stade de l'équanimité (upekṣā) envers tous les phénomènes et atteindra le quatrième vipassana jhana.
Parmi ses élèves occidentaux, on compte Sharon Salzberg, Joseph Goldstein et Ram Dass.

### Ouvrages de U Pandita
- Dans cette vie même. Le chemin de la libération enseigné par le Bouddha, Paris, Adyar, 2003, 350 p.  (ISBN 978-2-850-00230-4) [Lire en ligne la version en anglais (In this Very Life) (page consultée le 11 mars 2025)]
- (en) The Way to the Happiness of Understanding the Basics Insight Meditation, Kandy, Buddhist Publication Society, 2001, 61 p. [lire en ligne (page consultée le 11 mars 2025)]
- (en) Timeless Wisdom: Teachings on the Satipatthana Vipassana Meditation Practice, 2016 [lire en ligne (page consultée le 11 mars 2025)]
- (en) On the Path of Freedom. A Mind of Wise and Discernement Openess (Compilation d'enseignements donnés à des pratiquants étrangers en 1986-1987), Petaling Jaya (Malaisie), Buddhist Wisdom Center, s.d., 550 p. [lire en ligne (page consultée le 11 mars 2025)]